# 北伍德布里奇 (加利福尼亞州)
北伍德布里奇（英語：North Woodbridge）是位於美國加利福尼亞州聖華金縣的一個非建制地區。該地的面積和人口皆未知。

## 地理
北伍德布里奇的座標為38°09′37″N 121°18′32″W / 38.16028°N 121.30889°W，而該地的平均海拔高度為7米（即22英尺）。